# 精神病 (症状)
全称精神病性症状，是以不能区分真实与虚幻为特征的一类严重精神症状，主要出现在以精神分裂症为代表的精神病性障碍病程中。
根据世界卫生组织《国际疾病分类》第11版（ICD-11），精神病性症状分为阳性症状、阴性症状、情绪抑郁症状、情绪躁狂症状、精神运动症状与认知症状。阳性症状包括妄想、幻觉（最常见的是幻听）、思维紊乱、行为严重无序以及被动和控制的体验；阴性症状包括情感受限、迟钝或平淡，失语或言语贫乏，意志缺乏，社交贫乏以及快感缺失。
通常引發此症狀的原因是精神疾病性障碍，最為严重的是精神分裂症，还有分裂情感障碍、躁鬱症、急性短暂性精神病性障碍、妄想性障碍、分裂型人格障碍、韋尼克-科爾薩科夫綜合症等精神疾病，極少情況下重性抑郁障碍也會引發症狀。除了精神疾病之外，心理創傷、睡眠不足、某些器质性疾病（如脑部肿瘤）、藥物副作用、以及藥物濫用（包括酒精、大麻、致幻劑和興奮劑等），甚至極低比例的產後憂鬱症也可导致此症状。
如果急性症狀是由精神疾病直接引起的，則稱為原發性症狀；如果是由其他疾病或藥物引起的，則稱為繼發性症狀。通常認爲作爲神經遞質的多巴胺是重要原因。對精神健康狀況的診斷需要逐步排除各種潛在的成因，可以透過測試來檢查患者是否有中樞神經系統疾病、體內毒素或其他健康問題。
精神病性症状的治疗方式通常为心理治療、药物治疗和社會支持。在症狀的初期的治療效果最佳。藥物治療具有中等的效果。治療結果取決於症狀的根本原因。在美國，約有3%的人在一生中的某個階段會出現此症狀。至少早在公元前4世紀，古希臘醫生希波克拉底就描述過此症狀，在公元前1500年古埃及的埃伯斯莎草紙醫書中也對此有所描述。

## 定義
在精神疾病診斷與統計手冊的早期版本中，定義精神病為「現實感喪失」或「自我界限消失」，導致日常生活功能下降。在國際疾病與相關健康問題統計分類第九版中，則使用當時傳統的二分法，區分精神病與精神官能症，並且刻意沒有給予詳細定義。而在這兩本手冊的現今版本中，則使用狹義的定義，指須有妄想、幻覺或兩者兼具的症狀，並視思考障礙為可能出現的相關症狀。當精神病的原因是精神疾患時，稱為原發性精神症，當原因是其他醫學情況時，稱為次發性精神症。

## 流行病學
任何年齡、性別、種族、生活水準或學歷的人士都有機會患病。在美國，精神病的終生盛行率約為3%，其中約0.21%是由一般醫學情況所引起的。思覺失調症及第一型躁鬱症的終生盛行率則各約1%。

## 病徵

### 妄想
自古以來，瘋狂的核心特徵就是妄想。——卡尔·雅斯贝尔斯, 1963, p. 93
妄想是堅信不疑的錯誤信念，縱使有強烈相反證據也無法動搖，並且不在所屬文化中流行。要將無法合理確認的信念視為妄想時，應特別謹慎，例如文化與宗教的領域。一群人所共同持有的信念不是妄想，例如相信幽浮的存在。妄想在思覺失調症中的盛行率至少90%，在躁鬱症中則有50%。在第五版的精神疾病診斷與統計手冊（DSM-5）中，定義怪異妄想為全然不可能的信念，不被所處文化的同儕所理解，也不是日常生活經驗所導出的體悟，例如相信自己的器官已被換成別人的，還沒有留下任何疤痕。
妄想可依內容主題分為被害妄想、愛戀妄想、誇大妄想、嫉妒妄想、身體妄想等。其中最常見的被害妄想，牽涉到個人相信本身被人謀害、欺騙、監視、跟蹤、下毒、惡意毀謗、騷擾或是阻礙其追隨長遠目標的情況。嫉妒妄想主題是伴侶不貞。妄想性錯認症候群患者的妄想主題都與人事物的身份被改變有關，例如卡普格拉症候群則是患者相信親友被人冒名頂替，外表一模一樣但是內在卻不同；佛列哥利症候群的患者認為不同的人皆是同一人所裝扮而成的。
與妄想相對比，超價觀念則是不合理的執著信念，可被理解且未達堅信的程度，例如在身體臆形症患者所認為自身外觀缺陷的念頭，或者當懷疑伴侶不貞的念頭可以被相反證據所說服時，不應視為妄想。當錯誤信念牽涉到價值判斷時，只有當該判斷極端到不可置信時才可以被視為妄想。虛談症也不是妄想，那是指無意欺瞞的編造記憶，通常為自傳性質，講述時非常相信，但卻時常隨即忘記。

### 幻覺
根據法國精神科組織之父吉恩·埃斯基羅爾醫師的定義，幻覺為「沒有刺激來源的知覺」。沒有病識感的幻覺才是精神症的症狀，相對於偏頭痛預兆時所出現的視幻覺，偏頭痛病人通常知道該幻覺並非真實。幻覺可能牽涉五官中任何一個感官，以不同形式出現，可以是簡單的感受（例如光線、顏色、聲音、味道、氣味）或是複雜仔細的經驗（看見形體、聽見語音），通常具有生動且無法控制的特性。其中，幻聽是最常見且顯著的一種形式，所聽到的聲音可能談及某些人，甚至是好幾個假想的角色中的對話。小人國幻覺使人感到東西看起來比實際的或大或小忽遠忽近，則較常出現在腦病變患者身上。
錯覺與幻覺並不同，那是對真實刺激的錯誤解讀。既視感也非幻覺。

### 思想及言語紊亂
談話內容無意義的、急迫、缺乏主題、雜亂無章、語無倫次，不切實際以致別人難以理解。

## 治療
思覺失調可用藥物治療及心理治療，藥物治療主要用作減退徵狀、由徵狀帶來的緊張、不安及困擾。家人應持續監察患者情況，小心其濫用藥物等的行為。
有些新的藥物及療法讓患者不一定需要入院接受治療，只需定期到門診接受評估。即使需要住院治療，其留醫時間因為新的藥物以及療法亦可以儘量縮短 。每個患者的康復過程和速度都會有名有分別；有些人可在很短的時間便可康復；而有些人需要較長的時間。在徵狀未完全受到控制前，有些患者會感到困擾和沮喪，擔心自己不能完全康復，以及不知如何去面對未來的日子。在這關鍵的時候，家人和朋友應該給予支持和鼓勵，協助他們面對難關，使他們相信疾病是可以治療的。

## 病發過程
先兆期
這階段難以被察覺和並不明顯。徵狀包括焦慮、失眠、思想難以集中、多疑和社交退縮。
急性期
這階段會有較明顯的徵狀，例如思想及言語紊亂、幻覺和妄想。
康復期
患者可能因接受治療而使狀況改善，但無法恢復至原先狀態。
正性症狀通常於此一階段減輕許多，但負性症狀卻大多持續存在著。

## 病因

### 正常狀態
在正常人身上偶爾也會有短暫的幻覺出現，原因如下：
- 剛睡醒（英语：hypnopompic）或即將睡著（英语：Hypnagogic）時，出現的聽幻覺或視幻覺完全正常[64]
- 喪慟時，出現離世親人的幻覺[63]
- 嚴重的睡眠剝奪[65][66][67]
- 壓力[68]

### 精神性
原發性精神疾病包括：
- 思覺失調症與類思覺失調症（英语：schizophreniform disorder）
- 情緒性精神疾患中，例如鬱症、躁鬱症中，鬱症階段時出現被害或自責妄想與幻覺，或是在躁症發作時經歷誇大妄想
- 情感思覺失調症，同時出現情緒障礙症發作和思覺失調症的症狀
- 短暫精神病症（英语：brief psychotic disorder）
- 妄想症
- 慢性幻覺性精神症（英语：chronic hallucinatory psychosis）

也可以出現在下列疾患中：
- 分裂性人格障礙
- 某些人格障礙遭遇壓力時（包括妄想型人格障礙症、孤僻型人格障礙症、邊緣型人格障礙症）
- 創傷後壓力症候群
- 二联性精神病
- 有些强迫症患者
- 解离性障碍[70]

### 生理性
- 神經紊亂
  - 腦癌[71]
  - 退化性癡呆症[72]
  - 多发性硬化症[73]
  - 结节病[74]
  - 老人癡呆症[75]
  - 柏金遜症[76]
  - 多巴胺分泌異常
- 電解物質紊亂
  - 低鈣血症[77]
  - 高鈣血症[78]
  - 高鈉血症[79]
  - 低血鈉症[80]
  - 低血鉀症[81]
  - 低血鎂症[82]
  - 高血鎂症（英语：Hypermagnesemia）[83]

## 个别地区

### 香港
2001年香港醫院管理局啟動的一項專為early psychosis（早期精神病）人士設立的服務。為消除歧視，特別創立了思覺失調這個新的中文醫學名詞。同年，香港醫院管理局也開始籌辦一個醫療服務，目的是要針對及早治療精神症患者，減輕其病情。於是一群精神科醫生計劃有策略地向大眾宣傳及教育有關思覺失調症、妄想症、躁狂抑鬱症。考慮到這些早期症狀，有可能以心理學的角度及少量鎮靜劑治療。
據2018年醫管局數字顯示，香港思覺失調患者超過4萬人。